# Armando Lombardi
Armando Lombardi (ur. 12 maja 1905 w Cercepiccola, zm. 4 maja 1964) – włoski duchowny rzymskokatolicki, arcybiskup, dyplomata papieski.

## Biografia
22 lipca 1928 otrzymał święcenia prezbiteriatu.
13 lutego 1950 papież Pius XII mianował go nuncjuszem apostolskim w Wenezueli oraz arcybiskupem tytularnym Cezarei Filipowej. 16 kwietnia 1950 przyjął sakrę biskupią z rąk kardynała-biskupa Velletri Clemente Micary. Współkonsekratorami byli nuncjusz apostolski w Szwajcarii abp Filippo Bernardini oraz biskup Boiano-Campobasso Alberto Carinci.
24 września 1954 został nuncjuszem apostolskim w Brazylii. Na tej placówce pozostał do śmierci 4 maja 1964.
Jako ojciec soborowy wziął udział w dwóch pierwszych sesjach soboru watykańskiego II.